# 6318-as mellékút (Magyarország)
A 6318-as számú mellékút egy közel tíz kilométer hosszú, négy számjegyű mellékút Tolna vármegyében. Keszőhidegkút és Regöly településeket köti össze a 65-ös főúttal.

## Nyomvonala

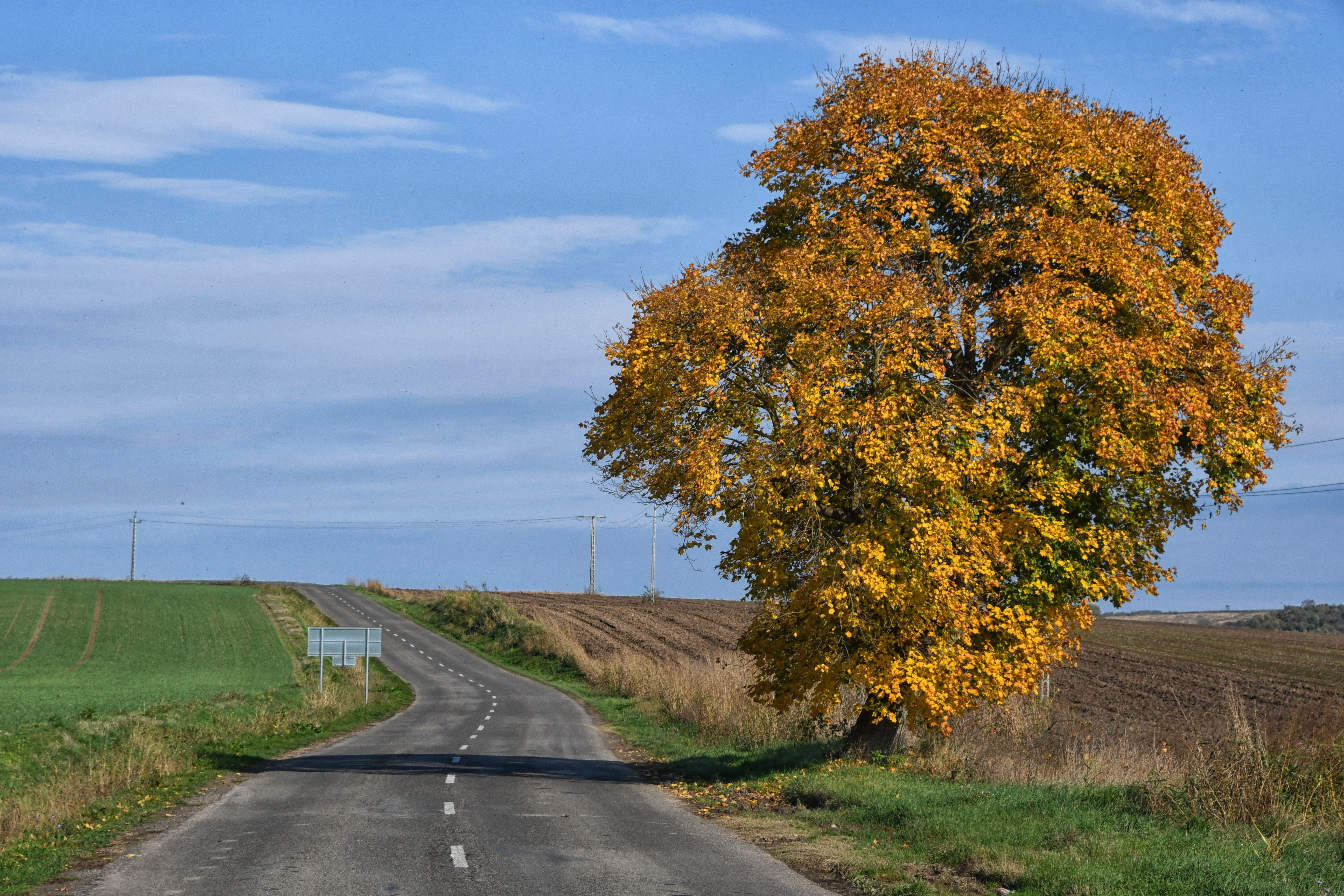
Az út délnyugati szakasza a 65-ös főút irányából

A 6313-as útból ágazik ki, annak 19+200-as kilométerszelvényénél, Keszőhidegkút területén, nyugat-délnyugat felé. Néhány lépés után keresztezi a Budapest–Pécs-vasútvonal és a Keszőhidegkút-Gyönk–Tamási-vasútvonal közös szakaszát, Keszőhidegkút-Gyönk vasútállomás északi szélénél, majd még az 500. méterszelvénye előtt keresztezi a Kapost is, és átlép Regöly területére.
Nagyjából másfél kilométer után eléri Majsapuszta településrészt, a következő szakaszán annak lakó- és gazdasági épületei mellett halad el, közben délnek fordulva. 3,3 kilométer után lép be Regöly település lakott területére, Rákóczi utca néven, a 4. kilométere táján halad át a község központján, majd onnan egy iránytörés után Kossuth Lajos utca néven folytatódik.
4,4 kilométer után egy elágazáshoz ér, ott kiágazik belőle dél-délkelet felé a 63 317-es út, Regöly megállóhely kiszolgálására (a megállóhely egyébként hőgyészi területen, de Regöly lakott területének a szélén található), a 6318-as pedig délnyugat felé folytatódik tovább, Jókai utca néven. 5,5 kilométer előtt éri el az út Regöly lakott területeinek délnyugati szélét, de továbbra is regölyi területen halad. Csak a legvégső szakaszán éri el Szakály határszélét, utolsó mintegy 150 méterét a két település határvonalát kísérve teljesíti. Így is ér véget, beletorkollva a 65-ös főútba, annak 33+850-es kilométerszelvényénél.
Teljes hossza, az országos közutak térképes nyilvántartását szolgáló kira.gov.hu adatbázisa szerint 9,666 kilométer.